# 날씬몽구스
날씬몽구스 또는 검은꼬리몽구스(Galerella sanguinea)는 식육목 몽구스과에 속하는 포유류의 일종이다. 사하라 이남 아프리카에서 서식하는 아주 희귀종이다.

## 분포 및 서식지
50여 종 이상의 아종을 가진 날씬몽구스는 앙골라와 나미비아의 검은몽구스와 함께 사하라 이남 아프리카 전역에서 발견된다. 검은몽구스는 최근에 별도 종으로 분류한다. 이처럼 넓은 지역 어디에서도 살 수 있도록 적응되어 있지만, 사바나 지역과 준건조 평야에서 가장 많이 발견된다. 울창한 숲 지역이나 사막 지대에서는 아주 드물게 발견된다.